# Corrida do Circulo Polar Ártico
A Corrida do Circulo Polar Ártico (Arctic Circle Race) é uma corrida anual de esqui de fundo, geralmente realizada cada ano e com inicio e fim na cidade de Sisimiut, situada na costa ocidental da Gronelândia, e localizada a norte do Círculo Polar Ártico. É considerada a corrida mais dura do Mundo.

A competição tem lugar em março ou abril, e tem uma duração de 3 dias, durante os quais os participantes pernoitam em tendas ao ar livre, debaixo de temperaturas que podem ser muito severas. O percurso principal abrange 160 km, havendo uma variante mais fácil de 100 km, e é feito em estilo clássico. 250 voluntários tornam possível o evento, e o número de participantes pode atingir os 200, vindos de uns 20 países.